# Ina Weber
Ina Weber (* 1964 in Diez) ist eine deutsche Bildhauerin.

## Leben
Von 1989 bis 1994 studierte Weber Freie Kunst an der Hochschule für Bildende Kunst in Kassel, u. a. bei Harry Kramer und Martin Kippenberger und schloss mit Diplom ab. Nach dem Studium lebte sie in Köln, Laons (Frankreich) und Brighton (Großbritannien) und seit 2003 in Berlin. Im Rahmen von Gastprofessuren arbeitete sie 2011/12 an der Hochschule für Bildende Künste Braunschweig und 2014/15 an der Universität der Künste Berlin. Seit 2016 ist sie als Professorin für Bildhauerei an der Universität der Künste in Berlin tätig.

## Ausstellungen (Auswahl)

### Einzelausstellungen (Auswahl)
- 2025 Bar (Bochum 2025), Provinz Editionen, Bochum
- 2024 Delirious Illuminated Semi-Constructivist Object (D.I.S.C.O.), Klarissenplatz, Nürnberg
- 2024 Davor Dazwischen Daneben, Laura Mars Gallery, Berlin
- 2023 Sommerbad und Winterscheune, Stiftung für Kunst und Natur, Nantesbuch
- 2021 Caretaker´s Lounge, Deutsche Oper Berlin
- 2021 Bar, Laura Mars Gallery, Berlin
- 2020 Stadt steht still, Künstlerhaus Bregenz
- 2019 Silo, Laura Mars Gallery, Berlin
- 2019 Stack, Berlin Weekly, Berlin
- 2017 Parade, Stadtgalerie Klagenfurt
- 2017 Trümmerbahnen. Ein Minigolfparcours, Kunsthaus:Kollitsch, Klagenfurt
- 2016 Trümmerbahnen. Ein Minigolfparcours, Gräflicher Park, Bad Driburg
- 2015 Weg nach Dort (mit Vincent Tavenne), Museum Ostwall, Dortmund
- 2015 Out to Lunch, Laura Mars Gallery, Berlin
- 2014 Reinweiss (mit Thomas Rentmeister), St. Gertrud, Köln
- 2014 Good Friends, Galerie Hammelehle und Ahrens, Köln
- 2014 Fire Exit, Marburger Kunstverein
- 2014 Neueröffnung, Gmünder Kunstverein
- 2014 Abgehängt, ADN Pförtnerhaus, Berlin
- 2013 Hier, Haus am Waldsee, Berlin und Städtische Galerie Delmenhorst
- 2012 Zur feuchten Ecke, Galerie Andreas Hoehne, München
- 2011 Mix Cafe, Galerie Giti Nourbakhsch, Berlin
- 2011 Kommt Runter, Georg Kargl Fine Arts, Vienna
- 2010 Hochtief, Galerie Hammelehle und Ahrens
- 2010 Hochhaus und Aquarelle, Georg Kargl Permanent, Wien
- 2009 Credits (Papier ist geduldig), Galerie Hammelehle und Ahrens, Köln
- 2009 Beton ist geduldig, Neuer Giessener Kunstverein, Giessen
- 2008 L-M-S-XS, Wenzel-Hablik-Museum, Itzehoe
- 2008 Von Bauhaus zu Real über Lidl und Minimal, Kunstverein Kassel
- 2008 Fernwärme, Kunstfondskunstraum, Bonn
- 2007 Von Bauhaus zu Real über Lidl und Minimal, Kunsthalle Nürnberg
- 2006 Stille Tage in Bilk, Kunstraum Düsseldorf
- 2006 Weiterleben mit Kisten, Galerie Hammelehle und Ahrens, Köln
- 2006 Leben mit Kisten, Kunstverein Aichach
- 2005 Desperanto, Georg Kargl Fine Arts, Wien
- 2004 Vehicules Weber Tavenne Vahrzeuge, mit Vincent Tavenne, M29, Köln
- 2003 Sex Taxi Pizza, Städtische Galerie Nordhorn
- 2001 Fußgängerzone, Galerie der Stadt Esslingen Villa Merkel, Bahnwärterhaus

### Gruppenausstellungen (Auswahl)
- 2025 Interactions x WEtransFORM, Bundeskunsthalle, Bonn (in Vorbereitung)
- 2025 Doppelkäseplatte. 100 Jahre Sammlung. 20 Jahre Kunstmuseum Stuttgart
- 2024 Now on View. Werke der Mercedes-Benz Art Collection, Mercedes-Benz Museum, Stuttgart
- 2024 Peace Piece, Provinz Editionen, Bochum
- 2024 Bho Seo...Nach Da - Weaving a Journey, The Old Shop, Tigharry, North Uist, Schottland
- 2024 The Winter Show, Laura Mars Gallery, Berlin
- 2023 Blickachsen 13, Bad Homburg
- 2023 Ausleben, kuratiert von Manu Kirsch, Freiburg St. Georgen
- 2023 Ein anderer Alltag, Künstlerhaus Bregenz
- 2022 Starkes Duo. HausKunst Mitte, Berlin
- 2022 In Situ, Kunsthalle Nürnberg
- 2021 Kassel... mit allen Wassern gewaschen, Schloß Wilhelmshöhe, Kassel
- 2021 Urbanität in Bearbeitung, Kunstverein Ludwigshafen
- 2021 Die Kant, Museum Charlottenburg/Wilmersdorf, Villa Oppenheim, Berlin
- 2021 Bicycle. Das Rad neu erfinden, Städtische Galerie Delmenhorst
- 2020 Retour, Provinz Editionen, Bochum
- 2019 Splash Back, Laura Mars Gallery, Berlin und Galerie Lisi Hämmerle, Bregenz
- 2018 World on Paper, Palais Populaire, Berlin
- 2018 The Playground Project Outdoor, Kunst- und Ausstellungshalle der BRD, Bonn
- 2018 Schau 5, Kunsthaus Kollitsch, Klagenfurt
- 2018 Pissing in a River. Again!, Kunstraum Bethanien, Berlin
- 2017 On With The Show, Kunsthalle Nürnberg
- 2017 14. RischArt Projekt: Parasympathikus, Kunstareal München
- 2017 Nord-West Zeitgenössisch, Meisterwerke aus öffentlichen Sammlungen zwischen Jade, Weser und Elbe, Kunstmuseum Bremerhaven
- 2017 Schau 4, Kunsthaus Kollitsch, Klagenfurt
- 2016 Seepferdchen und Flugfische, arp museum Bahnhof Rolandseck, Remagen
- 2016 Road*Registers, Akademie der bildenden Künste und Tracing Spaces, Wien
- 2016 Schau 3, Kunsthaus Kollitsch, Klagenfurt
- 2015 Trouble in Paradise, Bundeskunsthalle, Bonn
- 2015 Aussenhaut und Innensicht, Kunstverein im Schloss, Untergröningen
- 2015 Kunst = Kapital?, Kunstverein Sundern-Sauerland
- 2013 Nur hier – Sammlung zeitgenössischer Kunst der Bundesrepublik Deutschland, Ankäufe 2007–2001, Bundeskunsthalle, Bonn
- 2013 Ein ahnungsloser Traum vom Park, Museum Abteiberg, Mönchengladbach
- 2013 Back to Earth, Herbert Gerisch Stiftung, Neumünster
- 2013 Make active Choices, Museum für neue Kunst, Freiburg
- 2012 Ab in die Ecke, Städtische Galerie Delmenhorst
- 2011 Mobilisieren, Städtische Galerie Nordhorn
- 2011 I love Aldi, Wilhelm-Hack-Museum, Ludwigshafen
- 2010 Updating China, Zendai Museum of Modern Art, Shanghai
- 2010 Does City/Münster matter?, Ausstellungshalle zeitgenössische Kunst, Münster
- 2010 Kosmos Kiosk, Neuer Giessener Kunstverein, Giessen
- 2009 KölnSkulptur 5 / Reality Check, Skulpturenpark Köln
- 2009 Extended. Sammlung Landesbank Baden-Württemberg, ZKM Karlsruhe
- 2008 Vertrautes Terrain. Kunst in & über Deutschland, ZKM Karlsruhe
- 2008 Inkonstruktion II, Art Biesenthal
- 2007 Art Biesenthal, Biesenthal
- 2007 House trip, Artforum, Berlin
- 2007 Im Wort, Kunsthalle Göppingen, Göppingen
- 2006 Sammlung in Bewegung. Neue Räume III, Museum am Ostwall, Dortmund
- 2006 Faster! Bigger! Better!, ZKM Karlsruhe
- 2006 Nice Fine Arts, Stadtpark / Städtische Galerie Lahr
- 2005 Kunstpreis der Böttcherstraße, Kunsthalle Bremen
- 2004 Braunschweig Parcours 2004, Braunschweig
- 2003 overdrive, Städtische Galerie Sindelfingen und Städtische Galerie Tuttlingen
- 2002 HOSSA - German art of the year 2000, Centro Cultural Andratx, Palma de Mallorca
- 2001 Zusammenhänge im Biotop Kunst, Kunsthaus Muerzzuschlag, Mürzzuschlag
- 1999 mobilSUPER in SUPERland, Forum Stadtpark Graz
- 1999 The space here is everywhere - art with architecture, Villa Merkel, Esslingen
- 1995 Technik/Techno, Württembergischer Kunstverein, Stuttgart

## Auszeichnungen
- 2015 Projektstipendium des Landes Rheinland-Pfalz
- 2013 Preisträgerin des Bildhauersymposions Heidenheim
- 2007 Arbeitsstipendium der Stiftung Kunstfonds
- 1998 Arbeitsstipendium des Landes Rheinland-Pfalz am Künstlerhaus Schloß Wiepersdorf

## Arbeiten in öffentlichen Sammlungen
- Berlinische Galerie Berlin
- Sammlung Deutsche Bank Frankfurt/Main
- Sammlung Landesbank Baden-Württemberg
- Sammlung zeitgenössischer Kunst der Bundesrepublik Deutschland
- Daimler Kunstsammlung
- Saarlandmuseum Saarbrücken
- Sammlung Grässlin St. Georgen
- Museum Ostwall Dortmund